# Leslie Gap
Leslie Gap är ett bergspass i Antarktis. Det ligger i Sydshetlandsöarna. Argentina, Chile och Storbritannien gör anspråk på området. Leslie Gap ligger 300 meter över havet.
Terrängen runt Leslie Gap är huvudsakligen kuperad, men den allra närmaste omgivningen är platt. En vik av havet är nära Leslie Gap åt nordväst. Trakten är glest befolkad. Närmaste befolkade plats är St. Kliment Ohridski Base, 11,6 kilometer sydväst om Leslie Gap. 